# Culverden
Culverden est une petite localité de la région de Canterbury dans l’île du Sud de la Nouvelle-Zélande.

## Population
Lors du recensement de 2006 en Nouvelle-Zélande, la ville avait une population de résidents habituels de 420 personnes.
Ceci représentait une augmentation de 7 %, soit de 27 personnes par rapport au recensement antérieur de 2001.

## Accès
La ville de Culverden est localisée sur le trajet de la route State Highway 7 (en) et est grossièrement à une heure de voiture au nord de Christchurch.
Ce fut aussi un terminus important du chemin de fer, avec la ligne s’étendant de la ville de Medbury passant par dessus le fleuve Hurunui  en direction de la ville de Culverden, qui fut ouverte le 8 février 1886.
Il fut envisagé que ce trajet pourrait devenir la ligne principale du nord de l’île du sud (en) en direction de Nelson et Blenheim, mais un trajet côtier via Parnassus et Kaikoura fut choisi à la place.
Néanmoins, l’embranchement ferroviaire vers Culverden fut étendu au niveau de la ville de Waiau en 1919 et elle devint connue sous le nom de branche de Waiau (en).
Au pic de son activité, elle fut considérée comme une partie de la ligne principale du Nord (« Main North Line »), et de multiples trains circulaient quotidiennement entre Culverden et Christchurch, comprenant le train Culverden Express (en) et un certain nombre de trains mixtes plus lents, qui transportaient à la fois du fret et des passagers.
Toutefois le service régulier de passagers fut remplacé par des bus le 29 janvier 1939 et après avoir perdu sa rentabilité économique, le chemin de fer passant par la ville de Culverden fut fermé entièrement le 15 janvier 1978.
Il ne reste maintenant que peu de choses de la voie de chemin de fer de la ville à l’exception du quai de chargement de l’ancienne station.